# Dicynodonter

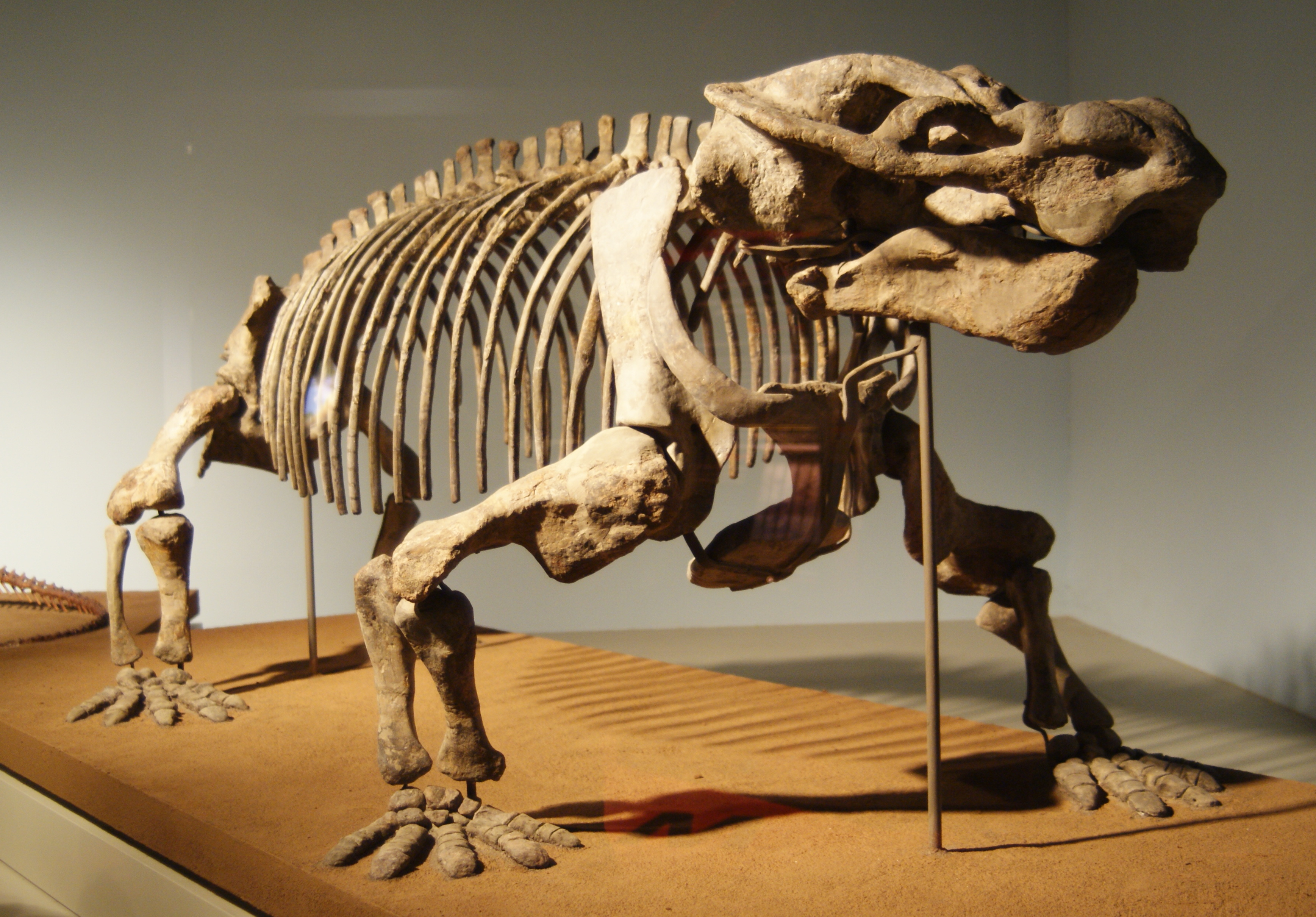
Aulacephalodon peavoti, en dicynodont som levde under perm.

Dicynodonter (Dicynodontia) är en utdöd grupp med växtätande djur tillhörande underklassen Synapsida. Dicynodontia betyder "två hundtänder".

## Dicynodonternas tidshistoria
Dicynodonterna var framgångsrika djur som dök upp för 290–270 miljoner år sedan. Av fossil vet vi att de spred sig till Asien, Afrika och Australien. Efter perm–trias-utdöendet levde gruppen vidare i form av släkten som Lystrosaurus och Placerias. Tidigare trodde forskarna att dicynodonterna försvann vid trias-jura utdöendet för cirka 200 miljoner år sedan, men analyser av ett fossil från Australien utförda år 2003 tydde på att dessa djur klarade sig åtminstone till krita, för 105 miljoner år sedan.

## Kännetecken
Dicynodonterna varierade mycket i storlek, och de största kunde bli stora som flodhästar. I övrigt utseende liknade olika dicynodonter dock varandra mycket. De flesta dicynodonter hade cylindriska kroppar med korta ben, där frambenen stack ut från sidan av kroppen. Svansen var kort. Dicynodonterna hade rundade huvuden, med munnar som ofta var tandlösa så när som överkäkens hörntänder. Vissa forskare tror att bara hannar hade betar. Den främre delen av munnen bildade en hård näbb. Bettet i käkarna var kraftigt, och tillsammans med betarna kunde det troligen utgöra ett bra försvar mot fiender. Det är möjligt att dicynodonter hade bra syn.